# 수도여자고등학교
수도여자고등학교(首都女子高等學校)는 대한민국 서울특별시 동작구 신대방동에 있는 공립 고등학교이다.

## 학교 연혁
- 1946년 6월 10일 : 경성 제2공립고등여학교로 개교, 방순경 초대 교장 취임
- 1946년 9월 2일 : 경성 제2공립여자중학교로 교명 개칭(1,200명, 24학급)
- 1949년 10월 1일 : 교명을 수도여자중학교로 칭함
- 1951년 8월 31일 : 신교육법에 의거 교명을 수도여자고등학교(18학급), 수도여자중학교(15학급)로 분리
- 1954년 5월 10일 : 용산구 후암동 교사로 이전(중,고 학생수 2,500명)
- 1974년 3월 23일 : 부설방송통신고등학교 개교
- 2000년 7월 1일 : 동작구 신대방동 신축교사로 이전(학생 수 1,491명)
- 2018년 2월 8일 : 제70회 졸업식(385명, 졸업생 누계 34,682명)
- 2021년 3월 1일 : 제21대 이진영 교장 취임
- 2023년 2월 10일 : 제75회 졸업식
- 2023년 3월 2일 : 2023학년도 입학식

## 참고 자료
- 수도여자고등학교 - 한국교육학술정보원 학교알리미

## 인접한 건물
- 수도여자고등학교부설방송통신고등학교
- 보라매공원
- ● 서울 경전철 신림선 보라매공원역
- 대한민국 기상청
- 서울동작소방서